# 62e Assemblée générale de l'Île-du-Prince-Édouard
La 62e Assemblée générale de l'Île-du-Prince-Édouard fut en séance du 12 novembre 2003 au 30 avril 2007. Le Parti conservateur dirigé par Pat Binns forma le gouvernement.
Gregory Deighan fut élu président.
Il y eut quatre sessions à la 62e Assemblée générale :
| Session | Début            | Fin           |
| ------- | ---------------- | ------------- |
| 1re     | 12 novembre 2003 | 24 mai 2004   |
| 2e      | 6 avril 2005     | 7 juin 2005   |
| 3e      | 16 novembre 2005 | 28 juin 2006  |
| 4e      | 16 novembre 2006 | 30 avril 2007 |

## Membres
| Circonscription               | Circonscription | Membre de l'assemblée     | Parti        |
| ----------------------------- | --------------- | ------------------------- | ------------ |
| Alberton-Miminegash           |                 | Cletus Dunn               | Conservateur |
| Belfast-Pownal Bay            |                 | Wilbur MacDonald          | Conservateur |
| Borden-Kinkora                |                 | Fred McCardle             | Conservateur |
| Cascumpec-Grand River         |                 | Philip Brown              | Conservateur |
| Charlottetown-Kings Square    |                 | Richard Brown             | Libéral      |
| Charlottetown-Rochford Square |                 | Robert Ghiz               | Libéral      |
| Charlottetown-Spring Park     |                 | Wes MacAleer              | Conservateur |
| Evangeline-Miscouche          |                 | Wilfred Arsenault         | Conservateur |
| Georgetown-Baldwin's Road     |                 | Michael Currie            | Conservateur |
| Glen Stewart-Bellevue Cove    |                 | David McKenna             | Conservateur |
| Kellys Cross-Cumberland       |                 | Carolyn Bertram           | Libéral      |
| Kensington-Malpeque           |                 | Mitch Murphy              | Conservateur |
| Montague-Kilmuir              |                 | Jim Bagnall               | Conservateur |
| Morell-Fortune Bay            |                 | Kevin MacAdam Olive Crane | Conservateur |
| Murray River-Gaspereaux       |                 | Pat Binns                 | Conservateur |
| North River-Rice Point        |                 | Ron MacKinley             | Libéral      |
| Park Corner-Oyster Bed        |                 | Beth MacKenzie            | Conservateur |
| Parkdale-Belvedere            |                 | Chester Gillan            | Conservateur |
| Sherwood-Hillsborough         |                 | Elmer MacFadyen           | Conservateur |
| Souris-Elmira                 |                 | Andy Mooney               | Conservateur |
| St. Eleanors-Summerside       |                 | Helen MacDonald           | Conservateur |
| Stanhope-East Royalty         |                 | Jamie Ballem              | Conservateur |
| Tignish-Deblois               |                 | Gail Shea                 | Conservateur |
| Tracadie-Fort Augustus        |                 | Mildred Dover             | Conservateur |
| West Point-Bloomfield         |                 | Eva Rodgerson             | Conservateur |
| Wilmot-Summerside             |                 | Greg Deighan              | Conservateur |
| West Royalty-Springvale       |                 | Wayne Collins             | Conservateur |